# جين باري
جين باري (بالإنجليزية: Gene Barry)‏؛ (14 يونيو 1919 - 9 ديسمبر 2009)، ممثل أمريكي.

## عن حياته
اسمه الحقيقي يوجين كلاس، ولد في مدينة نيويورك، لأسرة يهودية هاجرت من روسيا.
نشأ في بروكلين، نيويورك، والتحق بمدرسة نيو أوتريخت الثانوية، ظهرت مهارات باري الفنية في وقت مبكر مع الغناء والعزف على الكمان عندما كان طفلا، وبعد ذلك أمضى عامين في كلية تشاتام للموسيقى في قرية غرينتش، بنيويورك بمنحة دراسية منحت له لقدرته الصوتية.
في 22 أكتوبر عام 1944، في سن 25، تزوج بيتي كلير كالب (12 فبراير 1923 - 31 يناير 2003)، التي كانت معروفة من قبل بالاسم المستعار جولي كارسون. أنجب منها طفلين وتبنيا طفلة.

## حياته الفنية
اختار باري اسمه المهني تيمناً بجون باريمور، وظهر لأول مرة على مسرح برودواي بدور الكابتن بول دوفال في أوبريت القمر الجديد عام 1942، مثل لاحقاً في عدة أدوار منها: فيلك في روزاليندا (1942)، ونوفا كوفيتش في الأرملة المرحة (1943)، الملازم بونين في كاترين كان عظيماً (1944)، دورنتي وكونت دي شاتو غايار في البرجوازي النبيل (1946)، والطبيب في سعيد كلاري (1950)، ولعب مجموعة متنوعة من الأدوار في الاستعراض الموسيقي بارك لكم (1950).
ظهر لأول مرة على التلفاز عام 1950 على إن بي سي، وظهر عام 1955 على سي بي إس.
قام ببطولة أول أفلامه عام 1952 حيث قام بدور الدكتور فرانك أديسون في فيلم المدينة الذرية، وفي عام 1953 قام بدور الدكتور كلايتون فورستر في فيلم الخيال العلمي حرب العوالم (لاحقاً قام باري بالتثيل في فيلم 2005 (فيلم) الذي عرض عام 2005 وهو إعادة صنع لنفس الفيلم).
عندما تم تغيير أبطال مسلسل السيت كوم مدرستنا مس بروكس عام 1955، شارك باري في المسلسل بدور مدرس التربية الرياضية «جين تالبوت» المدرس الرومانسي المهتم ببطلة المسلسل إيف أردن.
قام ببطولة مسلسل بات ماسترسون، وهو عبارة عن سرد خيالي من واقع حياة المارشال الأمريكي بات ماسترسون، المسلسل عرض على إن بي سي من عام 1958 إلى 1961.

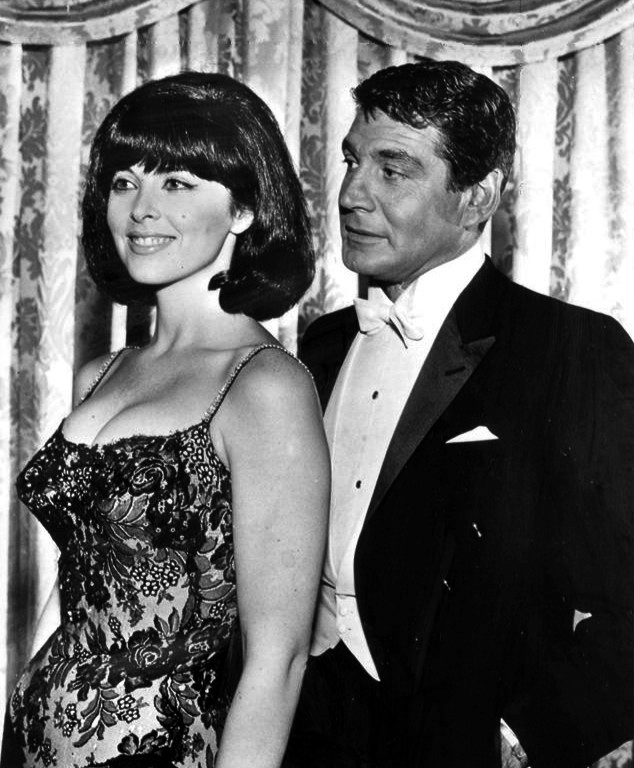
جين باري مع تينا لويز من مسلسل قانون بيرك عام 1964.

في مسلسله التلفزيوني التالي، قانون بيرك، قام باري بدور محقق جرائم القتل المليونير الذي يقوم بحل الجرائم. وتم بث هذه السلسلة على أي بي سي من 20 سبتمبر 1963، إلى 5 مايو 1965. لأدائه في ذلك المسلسل، فاز باري بجائزة غولدن غلوب لأفضل ممثل في عام 1965. في عام 1966، وهي السنة الأخيرة من هذا المسلسل، تم تغيير اسم المسلسل لأموس بيرك، العميل السري. (وفي عام 1993 عاد مسلسل «قانون بيرك» إلى التلفزيون لمدة سنة واحدة. باري مثل مرة أخرى في دور البطولة، ولكن هذه المرة كان أرمل وله ابن اسمه بيتر.)
مسلسل باري التلفزيوني التالي كان يسمى اسم اللعبة، وقام بدور الناشر الراقي، وكان واحدا من ثلاثة أبطال بالمسلسل. البطلان الآخران كانا روبرت ستاك وأنتوني فرانسيوسا، اللذان تناوبا مع باري بطولة المسلسل كل أسبوع. وقد عرض هذا المسلسل على إن بي سي من 1968-1971. واحدة من المجلات التي نشرها باري بالمسلسل كانت تسمى مجلة بيبول، وهي مختلفة عن مجلة بيبول التي تم إنشائها بعد ذلك.
قبل وقت قصير من بدء تصوير مسلسل اسم اللعبة، لعب باري دور الشرير -الطبيب النفسي الثري- في المسلسل التلفزيوني كولومبو في حلقة وصفة طبية: القتل.
في عام 1972، تألق باري في المسلسل التلفزيوني المغامر الذي عرض على أي تي في، جنبا إلى جنب مع باري مورس وكاترين شيل. لعب جين برادلي دور عميل الحكومة الذي يتظاهر بكونة نجم سينمائي أمريكي.
عاد باري إلى برودواي للعمل في عملان - في عام 1962 في الإعداد المثالي، وعام 1983 في عرض برودواي الموسيقي قفص البهجة. ولدوره في العرض رشح لجائزة توني.
لمساهمته في المسرح، تلقى جين باري نجمة على ممر الشهرة في هوليوود. في عام 1994، تلقى نجمة بالم الذهبية على ممر النجوم في بالم سبرينغس، كاليفورنيا.

## وفاته
توفي في 9 ديسمبر 2009 في وودلاند هيلز، كاليفورنيا عن عمر يناهز 90 عاماً.

## أعماله

### الأفلام
| السنة | الفيلم                   | بالإنجليزية                  | الدور                   |
| ----- | ------------------------ | ---------------------------- | ----------------------- |
| 1952  | المدينة الذرية           | The Atomic City              | الدكتور فرانك أديسون    |
| 1953  | الفتيات من جزيرة المتعة  | The Girls of Pleasure Island | كابتن بيتون             |
| 1953  | حرب العوالم              | The War of the Worlds        | الدكتور كلايتون فورستر  |
| 1953  | أولئك حمر الشعر من سياتل | Those Redheads From Seattle  | جوني كيسكو              |
| 1954  | بحار ألاسكا              | Alaska Seas                  | فيرن ويليامز            |
| 1954  | الأربطة الحمراء          | Red Garters                  | رافائيل مورينو          |
| 1954  | الذريعة العارية          | Naked Alibi                  | آل ويليس                |
| 1955  | مرتزق                    | Soldier of Fortune           | لويس هويت               |
| 1955  | القناع الأرجواني         | The Purple Mask              | كابتن تشارلز لافيرن     |
| 1956  | قصة هيوستن               | The Houston Story            | فرانك دنكان             |
| 1956  | العودة من الخلود         | Back from Eternity           | جود إيليس               |
| 1957  | بوابة الصين              | China Gate                   | الرقيب بروك             |
| 1957  | اليوم 27                 | The 27th Day                 | جوناثان كلارك           |
| 1957  | أربعون بنادق             | Forty Guns                   | ويس بونل                |
| 1958  | هونغ كونغ سري للغاية     | Hong Kong Confidential       | العميل كيسي ريد         |
| 1958  | طريق الرعد               | Thunder Road                 | تروي باريت              |
| 1967  | المغرب 7                 | Maroc 7                      | سايمون غرانت            |
| 1968  | خدعة                     | Subterfuge                   | مايكل أ. دونوفان        |
| 1974  | المجيء الثاني لسوزان     | The Second Coming of Suzanne | جاكسون سنكلير           |
| 1979  | غويانا: جريمة القرن      | Guyana: Crime of the Century | عضو الكونغرس لي أوبراين |
| 2005  | 2005 (فيلم)              | War of the Worlds            | الجد                    |

### المسلسلات
| السنة     | المسلسل                         | بالإنجليزية                               | الدور                  |
| --------- | ------------------------------- | ----------------------------------------- | ---------------------- |
| 1955–1956 | مدرستنا مس بروكس                | Our Miss Brooks                           | جين تالبوت             |
| 1955-1958 | ألفريد هتشكوك                   | Alfred Hitchcock                          | دان فاريل / ديل ديلاني |
| 1958–1961 | بات ماسترسون                    | Bat Masterson                             | بات ماسترسون           |
| 1961      | بيت وغلاديس                     | Pete and Gladys                           | شخصيته الحقيقية        |
| 1963–1966 | قانون بيرك                      | Burke's Law                               | كابتن أموس بيرك        |
| 1968      | كولومبو: وصفة طبية: القتل       | Columbo: Prescription: Murder             | الدكتور راي فليمنغ     |
| 1968      | قطار إسطنبول السريع             | Istanbul Express                          | مايكل لندن             |
| 1968–1971 | اسم اللعبة                      | The Name of the Game                      | غلين هوارد             |
| 1971      | هل تأخذ هذا الغريب؟             | ?Do You Take This Stranger                | موراي جارفيس           |
| 1971      | الشيطان والآنسة سارة            | The Devil and Miss Sarah                  | رانكين                 |
| 1972–1973 | المغامر                         | The Adventurer                            | جين برادلي             |
| 1977      | فدية لأليس!                     | !Ransom for Alice                         | جين برادلي             |
| 1977      | ملائكة تشارلي                   | Charlie's Angels                          | ستيف موس / فرانك جيسون |
| 1980      | بكاء من أجل الحب                | A Cry for Love                            | جوردون هاريس           |
| 1981      | الفتاة والساعة الذهبية وكل شيء  | The Girl, the Gold Watch & Everything     | أندرو ستوفل            |
| 1981      | مغامرات نيللي بلاي              | The Adventures of Nellie Bly              | جون كوكريل             |
| 1987      | بيري ميسون: حالة من الحب الضائع | Perry Mason: The Case of the Lost Love    | غلين روبرتسون          |
| 1989      | عقارب الساعة إلى الوراء         | Turn Back the Clock                       | جون فوريست             |
| 1991      | المقامر يعود: الحظ في القرعة    | The Gambler Returns: The Luck of the Draw | بات ماسترسون           |
| 1994–1995 | قانون بيرك                      | Burke's Law                               | القائد أموس بيرك       |
| 2001      | هؤلاء النساء العجائز            | These Old Broads                          | السيد ستيرن            |

## وصلات خارجية
- جين باري على موقع IMDb (الإنجليزية)
- جين باري على موقع ألو سيني (الفرنسية)
- جين باري على موقع ميوزك برينز (الإنجليزية)
- جين باري على موقع تيرنر كلاسيك موفيز (الإنجليزية)
- جين باري على موقع أول موفي (الإنجليزية)
- جين باري على موقع قاعدة بيانات برودواي على الإنترنت (الإنجليزية)
- جين باري على موقع قاعدة بيانات الأفلام السويدية (السويدية)
- جين باري على موقع إن إن دي بي (الإنجليزية)
- جين باري على موقع ديسكوغز (الإنجليزية)
- جين باري على موقع قاعدة بيانات الفيلم (الإنجليزية)